# High Ireby
High Ireby är en ort i civil parish Ireby and Uldale i grevskapet Cumbria i England. Orten är belägen 13 km från Cockermouth. High Ireby var en civil parish 1866–1934 när det uppgick i Ireby. Parish hade 125 invånare år 1931.